# Zemský okres Severní Frísko
Zemský okres Severní Frísko (německy Kreis Nordfriesland) je zemský okres v německé spolkové zemi Šlesvicko-Holštýnsko. Sídlem správy zemského okresu je město Husum. Má přibližně 166 tisíc obyvatel. 

## Města a obce
Města:
1. Bredstedt
2. Friedrichstadt
3. Garding
4. Husum
5. Niebüll
6. Tönning
7. Wyk auf Föhr

Obce:
1. Ahrenshöft
2. Ahrenviöl
3. Ahrenviölfeld
4. Alkersum
5. Almdorf
6. Arlewatt
7. Aventoft
8. Bargum
9. Behrendorf
10. Bohmstedt
11. Bondelum
12. Bordelum
13. Borgsum
14. Bosbüll
15. Braderup
16. Bramstedtlund
17. Breklum
18. Dagebüll
19. Drage
20. Drelsdorf
21. Dunsum
22. Elisabeth-Sophien-Koog
23. Ellhöft
24. Emmelsbüll-Horsbüll
25. Enge-Sande
26. Fresendelf
27. Friedrich-Wilhelm-Lübke-Koog
28. Galmsbüll
29. Garding, Kirchspiel
30. Goldebek
31. Goldelund
32. Gröde
33. Grothusenkoog
34. Haselund
35. Hattstedt
36. Hattstedtermarsch
37. Högel
38. Holm
39. Hooge
40. Hörnum
41. Horstedt
42. Hude
43. Humptrup
44. Immenstedt
45. Joldelund
46. Kampen
47. Karlum
48. Katharinenheerd
49. Klanxbüll
50. Klixbüll
51. Koldenbüttel
52. Kolkerheide
53. Kotzenbüll
54. Ladelund
55. Langeneß
56. Langenhorn
57. Leck
58. Lexgaard
59. List
60. Löwenstedt
61. Lütjenholm
62. Midlum
63. Mildstedt
64. Nebel
65. Neukirchen
66. Nieblum
67. Norddorf
68. Norderfriedrichskoog
69. NNordstrand
70. Norstedt
71. Ockholm
72. Oevenum
73. Oldenswort
74. Oldersbek
75. Olderup
76. Oldsum
77. Ostenfeld
78. Oster-Ohrstedt
79. Osterhever
80. Pellworm
81. Poppenbüll
82. Ramstedt
83. Rantrum
84. Reußenköge
85. Risum-Lindholm
86. Rodenäs
87. Sankt Peter-Ording
88. Schwabstedt
89. Schwesing
90. Seeth
91. SSimonsberg
92. Sollwitt
93. Sönnebüll
94. Sprakebüll
95. Stadum
96. Stedesand
97. Struckum
98. Süderende
99. Süderhöft
100. Süderlügum
101. Südermarsch
102. Sylt
103. Tating
104. Tetenbüll
105. Tinningstedt
106. Tümlauer-Koog
107. Uelvesbüll
108. Uphusum
109. Utersum
110. Viöl
111. Vollerwiek
112. Vollstedt
113. Welt
114. Wenningstedt-Braderup
115. Wester-Ohrstedt
116. Westerhever
117. Westre
118. Winnert
119. Wisch
120. Witsum
121. Wittbek
122. Wittdün
123. Witzwort
124. Wobbenbüll
125. Wrixum